# يان برونك (دراج)
يان برونك (بالهولندية: Jan Pronk)‏ مواليد 19 أكتوبر 1918 في دن هيلدر، هولندا، هو دراج هولندي سابق.

## روابط خارجية
- يان برونك على موقع أرشيف الدراجات (الإنجليزية)